# Magyar Szocialista Párt
Magyar Szocialista Párt (MSZP; deutsch Ungarische Sozialistische Partei) ist eine sozialdemokratische Partei in Ungarn. Sie entstand während des Systemwechsels im Herbst 1989 aus der vormaligen kommunistischen Einheitspartei Magyar Szocialista Munkáspárt. Sie regierte von 1994 bis 1998 und von 2002 bis 2010 jeweils in sozial-liberalen Koalitionen. Seither ist sie in der Opposition und hat deutlich an Bedeutung verloren. Sie ist Mitglied der Sozialdemokratischen Partei Europas.

## Geschichte

### Entstehung aus der kommunistischen Einheitspartei
Die MSZP ging nach der Wende 1989 aus der bisherigen kommunistischen Einheitspartei, der Ungarischen Sozialistischen Arbeiterpartei (MSZMP) hervor. Politikwissenschaftler betonen, dass die Sozialistische Partei trotz ihres Bekenntnisses zur Sozialdemokratie einen eher de-ideologisierten, pragmatischen Kurs verfolge. Der Teil der früheren Staatspartei, der die Abkehr vom Kommunismus nicht mitmachen wollte, spaltete sich am 17. Dezember 1989 ab und nannte sich wieder Magyar Szocialista Munkáspárt.
Bei den ersten freien Parlamentswahlen in Ungarn im Frühjahr 1990 kam die Partei mit rund 10 % der Stimmen auf den vierten Platz und ging in die Opposition gegen die christdemokratische Regierung von József Antall. Von Mai 1990 bis September 1998 war Gyula Horn Vorsitzender der Partei. Die MSZP wurde 1993 eine Beobachterpartei der Sozialistischen Internationale; seit 1996 ist sie Vollmitglied der SI.

### Sozial-liberale Regierung unter Gyula Horn (1994–98)

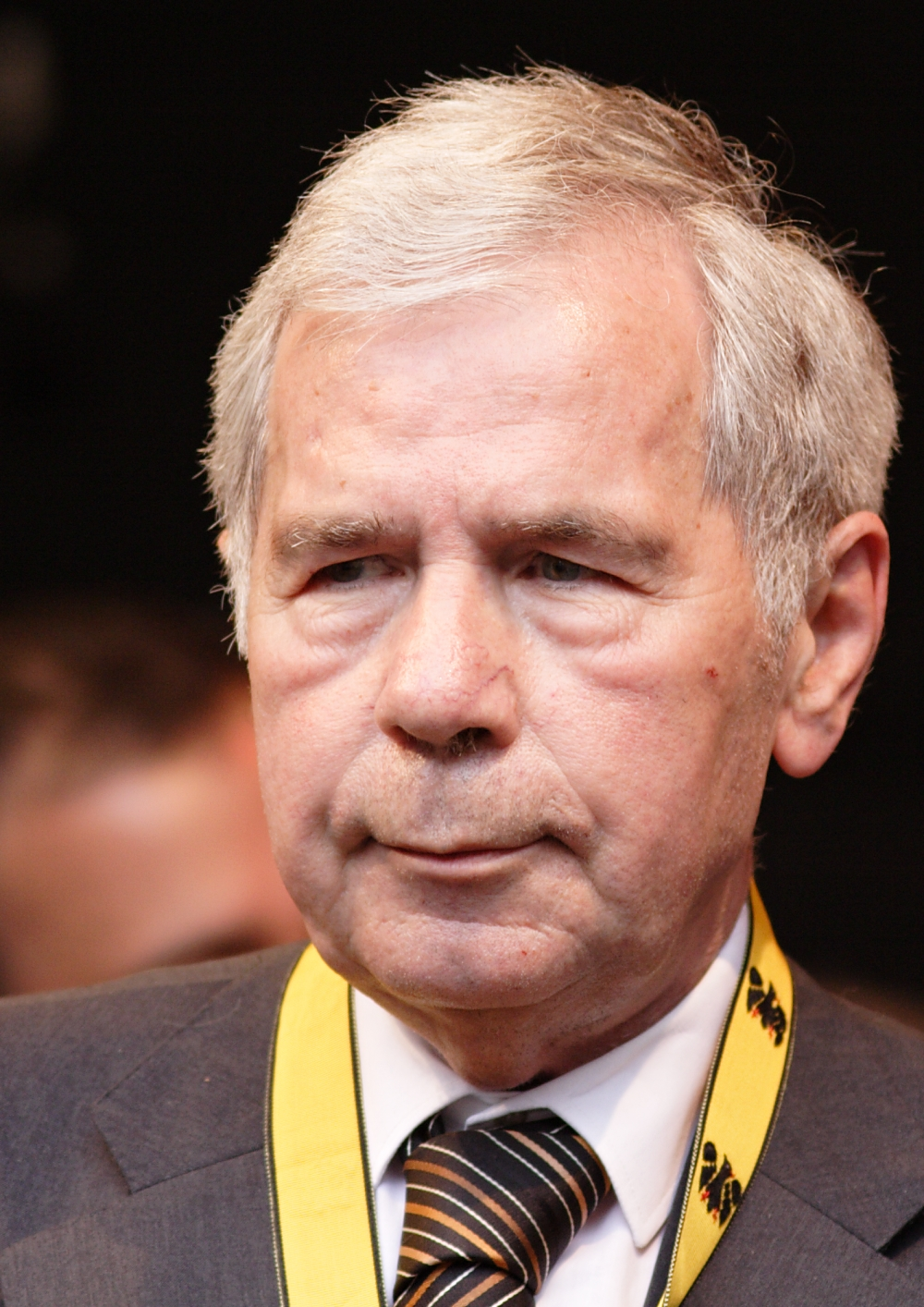
Gyula Horn

Im Mai 1994 wurde bei der zweiten freien Parlamentswahl die MSZP mit 33 % der Stimmen stärkste Partei und erreichte die absolute Mehrheit in ungarischem Parlament. Gyula Horn wurde vom damaligen Staatspräsidenten Árpád Göncz mit der Regierungsbildung beauftragt. Horn bildete – ungeachtet der absoluten Mehrheit der MSZP – eine Koalition zwischen der MSZP und dem liberalen Bund Freier Demokraten (SZDSZ).
Im Jahre 1995 wurde im Rahmen einer Austeritätspolitik eine Reihe von Maßnahmen zur Sanierung des Staatshaushaltes durchgeführt, das sogenannte Bokros-Paket. Die Sozialistische Partei verfolgte den orthodoxen Neoliberalismus treuer als die Rechtsparteien des Landes: sie unterstützte schnelle Privatisierung, Studiengebühren und Beschränkung des Wohlfahrtsstaates.

### Opposition (1998–2002)
Bei den Parlamentswahlen im Mai 1998 verlor die Koalition der MSZP und der SZDSZ ihre Stimmenmehrheit. Sie wurde von einer Koalition bürgerlicher Kräfte unter Führung der rechtskonservativen Fidesz abgelöst. Die MSZP ging in die Opposition gegen die Regierung von Viktor Orbán. Daraufhin legte Horn im September 1998 sein Amt als Parteivorsitzender nieder. Sein Nachfolger wurde der bisherige Außenminister László Kovács, der bis 2004 in dieser Position blieb.

### Sozial-liberale Regierung unter Medgyessy und Gyurcsány (2002–10)
Bei der nächsten Wahl 2002 schickte die MSZP als Kandidaten für das Ministerpräsidentenamt den Finanzminister der früheren Regierung Horn Péter Medgyessy ins Rennen, der die Wahl knapp für sich entscheiden konnte. Wieder entstand eine Koalition mit der SZDSZ. István Hiller löste László Kovács als Parteivorsitzender ab. Als sich herausstellte, dass Medgyessy mehrere Jahre lang für den kommunistischen Geheimdienst Ungarns gearbeitet hatte, trat er im September 2004 aufgrund innerkoalitionärer Streitigkeiten zurück. Sein Nachfolger als Ministerpräsident wurde sein strategischer Ratgeber und späterer Sportminister, Ferenc Gyurcsány – zugleich einer der wohlhabendsten Unternehmer des Landes – der sich innerhalb der Partei mit großer Mehrheit gegen Medgyessys Stellvertreter Péter Kiss durchsetzen konnte. Zuvor war Gyurcsány 2003 in den Parteiausschuss und 2004 zum Präsidenten der Parteiorganisation im Komitat Győr-Moson-Sopron gewählt worden. Von letzterem Amt trat er vor seiner Vereidigung als Ministerpräsident am 4. Oktober 2004 zurück. Damals war die MSZP im ungarischen Parlament mit 178 Sitzen vertreten und stellte in der MSZP-SZDSZ-Regierung die größere der beiden Regierungsparteien.

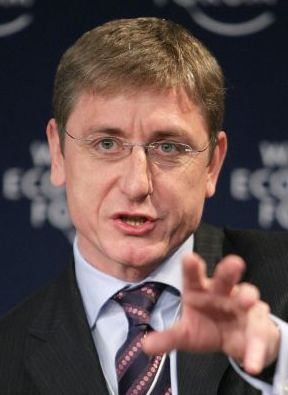
Ferenc Gyurcsány (2007)

Bei der Wahl des Staatspräsidenten 2005, der in Ungarn vom Parlament gewählt wird, stellte die MSZP als Kandidatin Katalin Szili auf, die damalige Präsidentin des Parlaments. Szili wäre das erste weibliche Staatsoberhaupt Ungarns gewesen. Ihr blieb jedoch die Unterstützung des Koalitionspartners verwehrt, weswegen der von der Opposition gestützte László Sólyom die Wahl für sich entscheiden konnte.
Die Koalition von MSZP und SZDSZ wurde bei der Parlamentswahl in Ungarn 2006 zwar im Amt bestätigt, nach den Wahlen tauchte jedoch in den Medien ein Tonband des Ministerpräsidenten Ferenc Gyurcsány auf, in dem er zugab, die Wähler belogen zu haben. Es folgten wochenlange Bürgerproteste, von denen sich die Koalition nicht mehr erholen konnte. Ferenc Gyurcsány übernahm 2007 den Parteivorsitz. Nach einem verlorenen Referendum, bei dem sich 82 % der  Bürger gegen von der Regierung favorisierte Reformen gestimmt hatten, verließ die SZDSZ die Koalition, stützte aber weiterhin ein Minderheitskabinett der MSZP. Schließlich erklärte Ferenc Gyurcsány im Frühjahr 2009 seinen Verzicht auf beide Ämter. Neuer Ministerpräsident wurde der parteilose Gordon Bajnai, neue Parteivorsitzende die Fraktionsvorsitzende im Parlament Ildikó Lendvai. Bei der Europawahl 2009 erreichte die Partei ein Ergebnis von 17,4 Prozent und 4 Sitze.

### Opposition und Bedeutungsverlust (seit 2010)

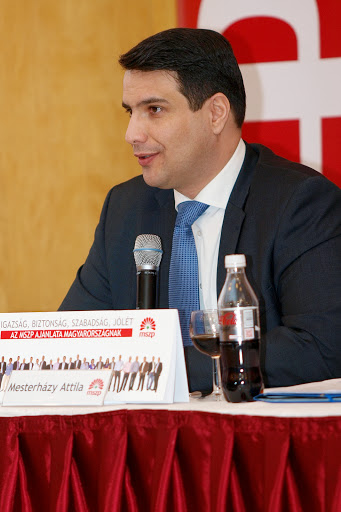
Attila Mesterházy (2013)

Die vom Spitzenkandidaten Attila Mesterházy angeführte MSZP verlor die ungarische Parlamentswahl 2010 deutlich. Zur Wahlniederlage dürften sowohl die schlechte Lage der ungarischen Wirtschaft als auch ein Verlust der sozialdemokratischen Programmatik beigetragen haben: Kritikern zufolge sei die Partei nach rechts gerückt und habe eine stark wirtschaftsliberale Politik verfolgt, wobei das sozialdemokratische Profil verlorengegangen sei. Die Sozialisten konnten nur 19,3 Prozent der Stimmen und damit 58 Sitze im Parlament erzielen. Damit waren sie die stimmstärkste Oppositionspartei; die nationalkonservative Partei Fidesz, die nunmehr die Regierung bildete, verfügte über eine Zweidrittelmehrheit. Mesterhazy übernahm nach den Wahlen auch den Parteivorsitz.
Weiter geschwächt wurde die Partei in der folgenden Legislatur jedoch dadurch, dass Ferenc Gyurcsány 2011 die Partei verließ und mit der Demokratikus Koalíció (DK; deutsch „Demokratischen Koalition“) eine eigene Partei ins Leben rief. Auch der ehemalige Ministerpräsident Gordon Bajnai gründete 2013 eine eigene, linksliberale Partei namens Együtt („Gemeinsam“).
Bei den Parlamentswahlen 2014 konnte die MSZP im Wahlbündnis Összefogás mit den anderen sozial- bzw. sozialliberalen Kräften ihren Stimmenanteil auf 25,6 Prozent steigern, blieb jedoch in der Opposition. Da die Sitzanzahl im Parlament erheblich verkleinert wurde, kommt das Wahlbündnis trotz der Zugewinne nur noch auf 38 Sitze. Bei der Europawahl 2014 konnte die MSZP nur knapp 11 Prozent der Stimmen holen und erreichte 2 Mandate im Europaparlament. Nach den Wahlen legte Mesterházy den Parteivorsitz nieder. Im Juli 2014 wurde József Tóbiás Vorsitzender der Partei. Nach nur zwei Jahren im Amt wurde dieser im Juni 2016 von Gyula Molnár abgelöst.
Bei der Parlamentswahl 2018 trat die Partei in einem Bündnis mit der Partei „Dialog für Ungarn“ an. Der Dialog-Politiker Gergely Karácsony war der gemeinsame Spitzenkandidat. Das Wahlbündnis schnitt mit 11,91 % bzw. 20 (davon 15 für die MSZP) von 199 Sitzen relativ schwach ab. Gyula Molnár trat daraufhin vom Parteivorsitz zurück. Am 17. Juni 2018 wurde Bertalan Tóth zum neuen Parteivorsitzenden gewählt. Bei der Europawahl 2019 fiel die MSZP (trotz einer gemeinsamen Liste mit „Dialog für Ungarn“) auf 6,6 % der Stimmen zurück und erhielt nur noch einen Sitz im EU-Parlament. Im September 2020 bekam die Partei eine Doppelspitze mit Bertalan Tóth und Ágnes Kunhalmi und im Oktober 2022 wurden Imre Komjáthi und Ágnes Kunhalmi gewählt.
Seit 2022 ist MSZP nur noch mit 10 Abgeordneten im ungarischen Parlament vertreten.
Parlamentsmandate der MSZP seit 1990
|  |

## Bekannte Mitglieder der MSZP
- Judit Csehák, Ministerin für Gesundheit, Soziales und Familien von 2002 bis 2003
- Ferenc Gyurcsány, Ministerpräsident von Oktober 2004 bis zum 14. April 2009 und Parteivorsitzender von 2007 bis April 2009
- István Hiller, Parteivorsitzender von 2004 bis 2007
- Gyula Horn, Ministerpräsident von 1994 bis 1998
- László Kovács, Parteivorsitzender von 1998 bis 2004, Außenminister und späterer EU-Kommissar für Steuer- und Zollpolitik
- Katalin Szili, Parlamentspräsidentin von 2002 bis 2009